# Look Who's Talking (пісня)
«Look Who's Talking!» (укр. Подивись хто говорить) — пісня шведського музиканта та продюсера Доктора Албана, у якій вокал виконує шведська співачка Нана Гедін. Вийшов у лютому 1994 року як перший сингл з його третього студійного альбому, Look Who's Talking (1994), і досяг першого місця в Данії та Фінляндії. Пісня потрапила в топ-10 майже в усіх країнах Європи, крім Франції та Великобританії. Увійшла до Eurochart Hot 100 12 березня 1994 року під номером 61, а через чотири тижні посів друге місце. У США досягла 11 місця в чарті Billboard Hot Dance Club Play. Режисером кліпу став Джонатан Бейт. Також вийшов компакт-диск максі, що містить чотири ремікси, зокрема присвячені танцполам.

## Airplay
«Look Who's Talking!» 12 березня 1994 року Border Breakers увійшов до дев'ятого місця в європейському ефірному чарті завдяки перехресному ефіру в Західній Центральній, Північно-Західній, Північній та Південній Європі. Він досяг четвертого місця 26 березня.

## Музичне відео
Супровідний музичний кліп на «Look Who's Talking!» режисером став Джонатан Бейт. У відео доктор Албан виконує пісню на знімальному майданчику в оточенні чотирьох жінок, які співають приспіви. У ньому немає Нани Гедін. Відео також містить фігури азійського театру тіней і має тон сепії. Він отримав широку ротацію на MTV Europe і потрапив у список A на німецькому VIVA. Бейт також став режисером відео для наступних двох синглів доктора Албана, «Away from Home» і «Let the Beat Go On».

## Чарти
| Чарт (1993—1994)                                  | Пік позиції |
| ------------------------------------------------- | ----------- |
| Австрія (Ö3 Austria Top 40)                       | 3           |
| Бельгія (VRT Top 30 Flanders)                     | 4           |
| Данія (IFPI)                                      | 1           |
| Європа (Eurochart Hot 100)                        | 3           |
| Фінляндія (Suomen virallinen lista)               | 1           |
| Франція (SNEP)                                    | 17          |
| Німеччина (Media Control Charts)                  | 3           |
| Ісландія (Íslenski Listinn Topp 40)               | 23          |
| Ірландія (IRMA)                                   | 17          |
| Італія (Musica e dischi)                          | 11          |
| Нідерланди (Dutch Top 40)                         | 4           |
| Нідерланди (Mega Single Top 100)                  | 4           |
| Норвегія (VG-lista)                               | 4           |
| Шотландія (OCC)                                   | 47          |
| Іспанія (AFYVE)                                   | 2           |
| Швеція (Sverigetopplistan)                        | 2           |
| Швейцарія (Schweizer Hitparade)                   | 6           |
| UK Singles (OCC)                                  | 55          |
| UK Dance (Music Week)                             | 20          |
| UK Club Chart (Music Week)                        | 20          |
| US Hot Dance Club Play (Billboard)                | 11          |
| US Hot Dance Music/Maxi-Singles Sales (Billboard) | 50          |
| Зімбабве (ZIMA)                                   | 10          |

| Чарт (1994)                        | Позиція |
| ---------------------------------- | ------- |
| Австрія (Ö3 Austria Top 40)        | 17      |
| Бельгія (Ultratop 50 Flanders)     | 26      |
| Європа (Eurochart Hot 100)         | 22      |
| Німеччина (Official German Charts) | 26      |
| Нідерланди (Dutch Top 40)          | 27      |
| Нідерланди (Single Top 100)        | 54      |
| Швеція (Sverigetopplistan)         | 12      |
| Швейцарія (Schweizer Hitparade)    | 29      |

## Історія релізу
| Регіон          | Дата                 | Формат                                         | Лейбл   | Ref.   |
| --------------- | -------------------- | ---------------------------------------------- | ------- | ------ |
| Єпропа          | Лютий 1994           | Н/Д                                            | Cheiron |        |
| Велика Британія | 14 березня 1994 року | 7-дюймовий вініл 12-дюймовий вініл CD cassette | Logic   | [ 28 ] |